# Långasand
Långasand is een plaats in de gemeente Falkenberg in het landschap Halland en de provincie Hallands län in Zweden. De plaats heeft 109 inwoners (2000) en een oppervlakte van 151 hectare.